# Calder House

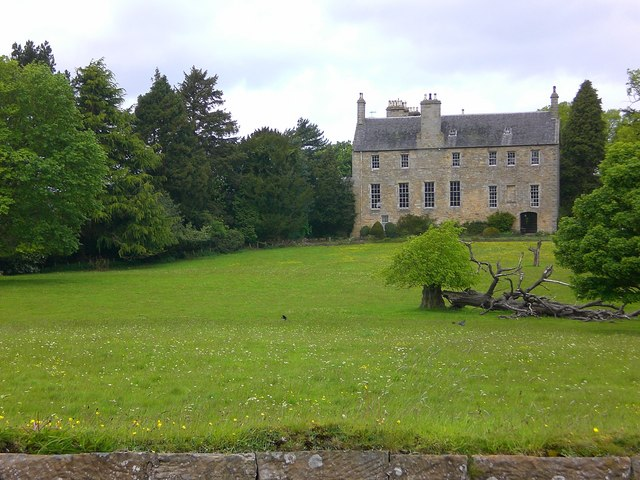
Calder House

Calder House ist ein Herrenhaus in der schottischen Ortschaft Mid Calder in West Lothian. 1971 wurde das Bauwerk in die schottischen Denkmallisten in der höchsten Kategorie A aufgenommen. Des Weiteren ist das Osttor von Calder House eigenständig als Kategorie-A-Bauwerk klassifiziert. Ein Denkmalensemble besteht nicht.

## Geschichte
Um das Jahr 1350 gelangte die Familie Sandilands in den Besitz der Ländereien von Calder. 1564 wurde James Sandilands als erster Lord Torphichen installiert und der Titel ebenso wie die Ländereien seitdem innerhalb der Familie vererbt. Calder House entstand großteils im 16. Jahrhundert und ersetzte dabei eine kleine Festung älteren Datums, die auch in Fragmenten in das Herrenhaus eingearbeitet wurde. 1556 vollzog der schottische Reformator John Knox im großen Saal von Calder House erstmals öffentlich die reformierte Kommunion. Im Laufe des 17. Jahrhunderts wurde das Gebäude erweitert und unter anderem das Osttor im Jahre 1670 hinzugefügt. Weitere Anbauten wurden 1780 und 1880 hinzugefügt. Bis heute ist Calder House Sitz der Lords Torphichen.

## Beschreibung
Das vornehmlich dreistöckige Calder House liegt inmitten eines weitläufigen Grundstücks in Mid Calder. Der Bruchsteinbau weist einen traditionellen L-förmigen Grundriss auf. Die asymmetrisch aufgebauten Fassaden sind neben den Sprossenfenstern mit Ecksteinen und Ochsenaugen gestaltet. Die Kamine auf dem schiefergedeckten Satteldach sind bossiert. Ein Teil des Nordflügels, der im späten 17. Jahrhundert entstand, ist vierstöckig. Der Innenraum entspricht weitgehend nicht mehr dem Originalzustand. Ebenerdig befinden sich drei Räume mit Gewölbedecken. Der große Saal im Obergeschoss ist mit Kiefer vertäfelt.

## Osttor

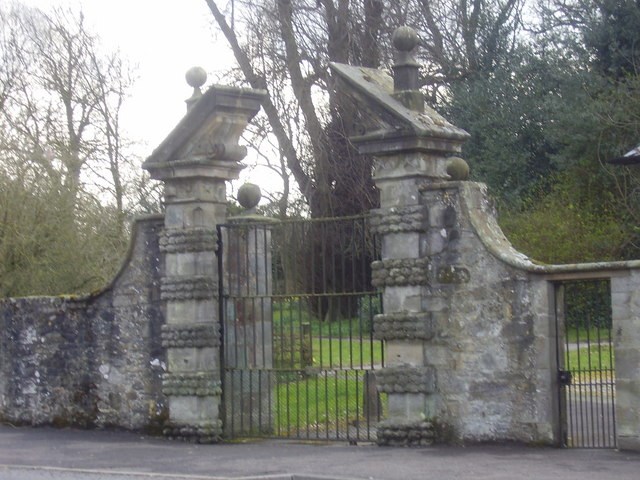
Osttor von Calder House

Walter Sandilands, 6. Lord Torphichen ließ das Osttor im Renaissance-Stil erbauen. Die steinernen Pfosten sind mit Zierbändern gestaltet. In einem ornamentierten Fries ist das Baujahr verzeichnet. Das Bauwerk schließt mit einem gebrochenen Dreiecksgiebel. Das Tor ist aus Gusseisen gefertigt.

## Chopins Aufenthalt auf Calder House
1848 verließ Frédéric Chopin trotz seines schlechten Gesundheitszustandes, auf Grund seiner prekären finanziellen Lage Paris. Seine Schülerin Jane Stirling, die nach seiner Trennung von George Sand auch zu seiner engsten Vertrauten und Managerin geworden war, hatte ihn zu einer Konzertreise durch England und Schottland überredet. Sie besuchten zahlreiche reiche Verwandte von Jane Stirling in Schottland, so auch ihren Schwager den damaligen Lord Torphichen auf Calder House.